# Myrmecozela taurella
Myrmecozela taurella är en fjärilsart som beskrevs av Aleksei Konstantinovich Zagulajev 1971. Myrmecozela taurella ingår i släktet Myrmecozela och familjen äkta malar.
Artens utbredningsområde är Ukraina. Inga underarter finns listade i Catalogue of Life.